# Haasje en Rammelaar
Haasje en Rammelaar zijn twee hazen uit de door Cees Stolk geschreven verhaaltjes- en liedjesreeks De avonturen van Haasje en Rammelaar. De reeks is geschreven voor kinderen tot vijf jaar.
Haasje en Rammelaar zijn tot nog toe op vier cd's verschenen. Kindjes liefste liedjes: De avonturen van Haasje en Rammelaar was in 1992 de eerste. Deze cd bevat in totaal negen liederen, afgewisseld door zes verhaaltjes over onderwerpen als tandenpoetsen, dromen, een koekoeksklok en verjaardagen. Deze verhaaltjes worden verteld door Léonie Sazias, vanuit een personaal perspectief. Ook de liedjes worden door haar vertolkt.
In het verhaal is Haasje een witte vrouwtjeshaas met een roze jurkje en een strikje in haar haar. Rammelaar is een lichtbruin jongetje met een blauwe trui. Deze figuurtjes zijn ontworpen door Jan Steeman, op advies van Cees Stolk.
De twee figuurtjes zijn overigens gebaseerd op de tweeling van Sazias en Stolk zelf.